# 6 septembrie
ianuarie • februarie • martie  • aprilie  • mai  • iunie  • iulie  • august  • septembrie  • octombrie  • noiembrie  • decembrie
6 septembrie este a 249-a zi a calendarului gregorian și a 250-a zi în anii bisecți. Mai sunt 116 zile până la sfârșitul anului.

## Evenimente

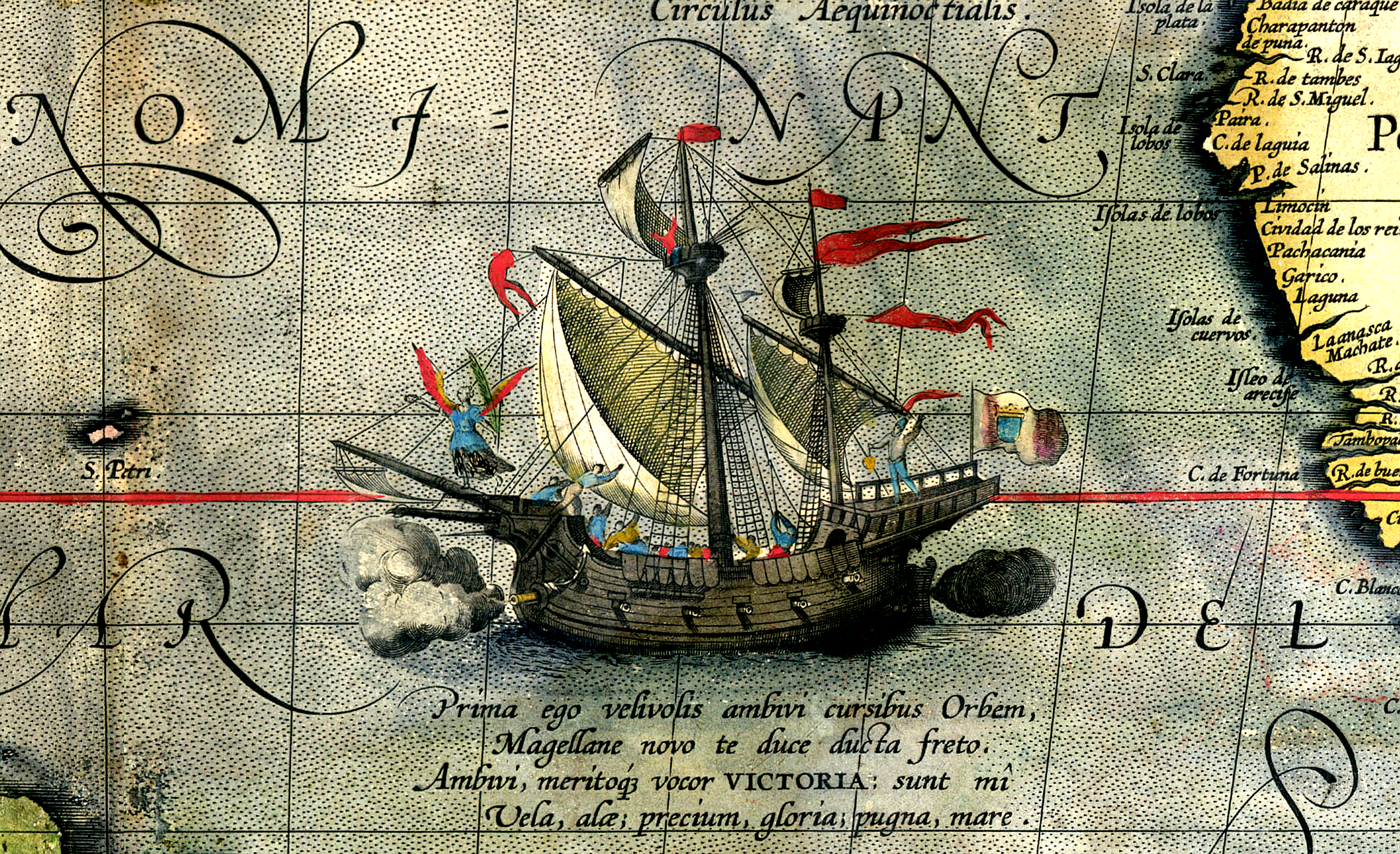
1522:Singura navă supraviețuitoare a expediției lui Ferdinand Magellan, Victoria, se întoarce la Sanlúcar de Barrameda în Spania; este prima navă cunoscută care a făcut înconjurul lumii.

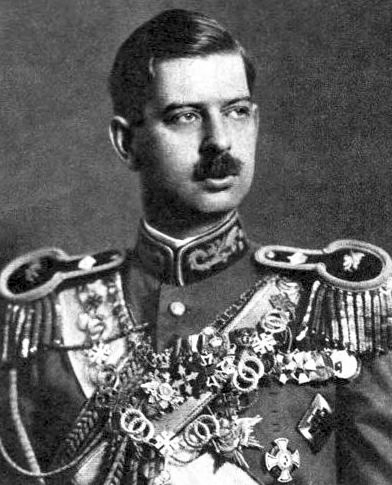
1940: Regele Carol al II-lea abdică în favoarea fiului său, Mihai

- 1522: Singura navă supraviețuitoare a expediției lui Ferdinand Magellan, Victoria, se întoarce la Sanlúcar de Barrameda în Spania; este prima navă cunoscută care a făcut înconjurul lumii.
- 1776: Un uragan lovește Guadeloupe ucigând peste 6000 de oameni.
- 1803: Omul de știință britanic John Dalton începe să folosească simboluri pentru a reprezenta atomii diferitelor elemente.
- 1863: La Londra, a intrat în funcțiune, primul metrou din lume, de-a lungul sectorului Victoria Street, cu o lungime de 6,3 km; tracțiunea era realizată cu o mașina cu aburi.
- 1885: Sub presiunea naționaliștilor bulgari, Rumelia Orientală și-a proclamat unirea cu Principatul Bulgariei.
- 1901: Anarhistul Leon Czolgosz îl împușcă fatal pe președintele american, William McKinley (va muri la 14 septembrie), la Pan-American Exposition în Buffalo, New York.
- 1914: Primul Război Mondial: Începe Prima bătălie de pe Marna, care va opri înaintarea Armatei Imperiale Germane în Franța.[1]
- 1915: Primul Război Mondial: Primul prototip de tanc, dezvoltat de William Foster & Co. pentru armata britanică, a fost finalizat și testat pentru prima dată.[2]
- 1930: Președintele ales democratic al Argentinei, Hipólito Yrigoyen, este îndepărtat de la putere printr-o lovitură militară de stat.
- 1939: Al Doilea Război Mondial: Africa de Sud declară război Germaniei.
- 1940: Sub presiunea lui Ion Antonescu, Regele Carol al II-lea abdică în favoarea fiului său, Mihai. Începe cea de-a doua domnie al lui Mihai (1940-1947), sub dictatura Conducătorului Ion Antonescu.
- 1941: Naziștii le-au impus evreilor cu vârsta mai mare de 6 ani să poarte câte o insignă galbenă cu Steaua lui David.
- 1946: George Enescu și soția sa, Maria Cantacuzino, părăsesc definitiv România ajutați de Yehudi Menuhin.
- 1951: Scriitorul american, William S. Burroughs, își împușcă și ucide soția accidental, atunci când, la o petrecere,  vrea să adapteze scena din William Tell fiind în stare de ebrietate.
- 1955: Grupuri de turci din Istanbul i-au atacat pe grecii din oraș, ucigând 13 oameni, rănind peste 30 și distrugând peste 5.000 de case și prăvălii grecești.
- 1997: A fost pusă piatra de temelie a noului palat prezidențial din Groznîi; fostul palat a fost distrus de armata rusă în februarie 1996.
- 1983: Uniunea Sovietică recunoaște că a doborât avionul de pasageri KAL-007 aparținând liniei sud coreene, declarând că piloții nu au știut că era un avion civil atunci când a încălcat spațiul aerian sovietic.
- 1991: Uniunea Sovietică recunoaște independența statelor baltice Estonia, Letonia și Lituania.
- 1991: Parlamentul rus aprobă schimbarea denumirii orașului Leningrad în Sankt Petersburg. Schimbarea intră în vigoare la 1 octombrie.
- 1997: La Londra au loc funeralile Prințesei Diana. Peste un milion de oameni pe străzi și peste 2,5 miliarde de oameni din întreaga lume au urmărit transmisia televizată.
- 2009: Feribotul SuperFerry 9 se scufundă în largul peninsulei Zamboanga din Filipine cu 971 de persoane la bord; toate, cu excepția a zece, sunt salvate.
- 2022: Boris Johnson demisionează din funcția de prim-ministru al Regatului Unit și este înlocuit de Liz Truss. Întâlnirile lor cu regina Elisabeta a II-a la Castelul Balmoral au fost ultimele îndatoriri oficiale ale reginei înainte de moartea sa, două zile mai târziu.[3]
- 2022: Războiul ruso-ucrainean: Ucraina începe contraofensiva de la Harkov, surprinzând forțele ruse și recucerind peste 3.000 de km2 de teren, recapturând întregul Oblast Harkov la vest de râul Oskil, în următoarea săptămână.[4][5]

## Nașteri
- 1610: Francesco I d'Este, Duce de Modena (d. 1658)
- 1666: Țarul Ivan al V-lea al Rusiei (d. 1696)
- 1729: Moses Mendelssohn, filosof și iluminist german (d. 1786)
- 1757: Gilbert du Motier de La Fayette, om politic francez și militar de carieră (d. 1834)
- 1761: Marie-Gabrielle Capet, pictoriță franceză (d. 1818)
- 1766: John Dalton, chimist, fizician englez, cunoscut ca unul dintre parinții fizicii moderne (d. 1844)
- 1781: Anton Diabelli, compozitor austriac de origine italiană (d. 1858)

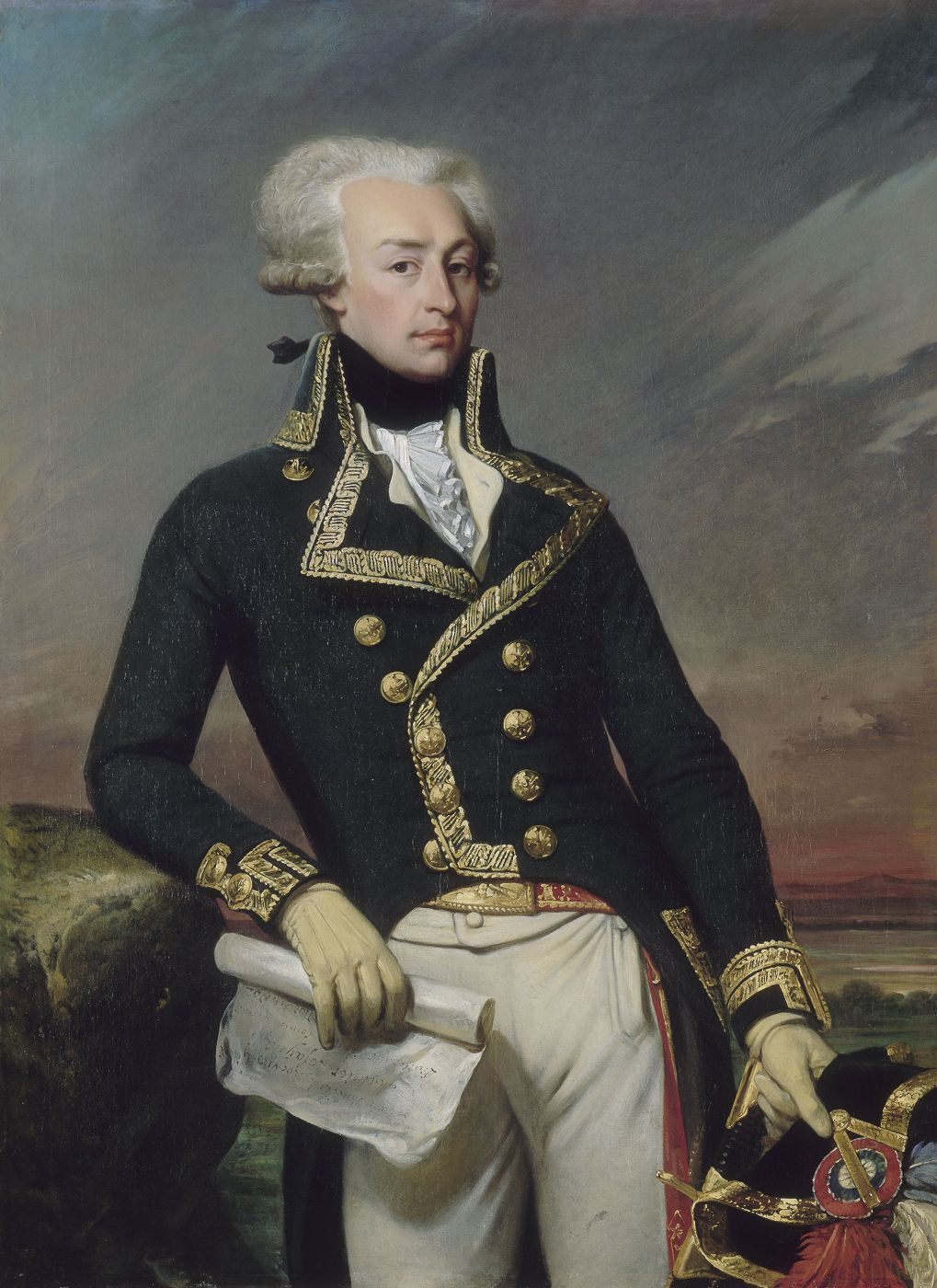
La Fayette, militar, om politic francez
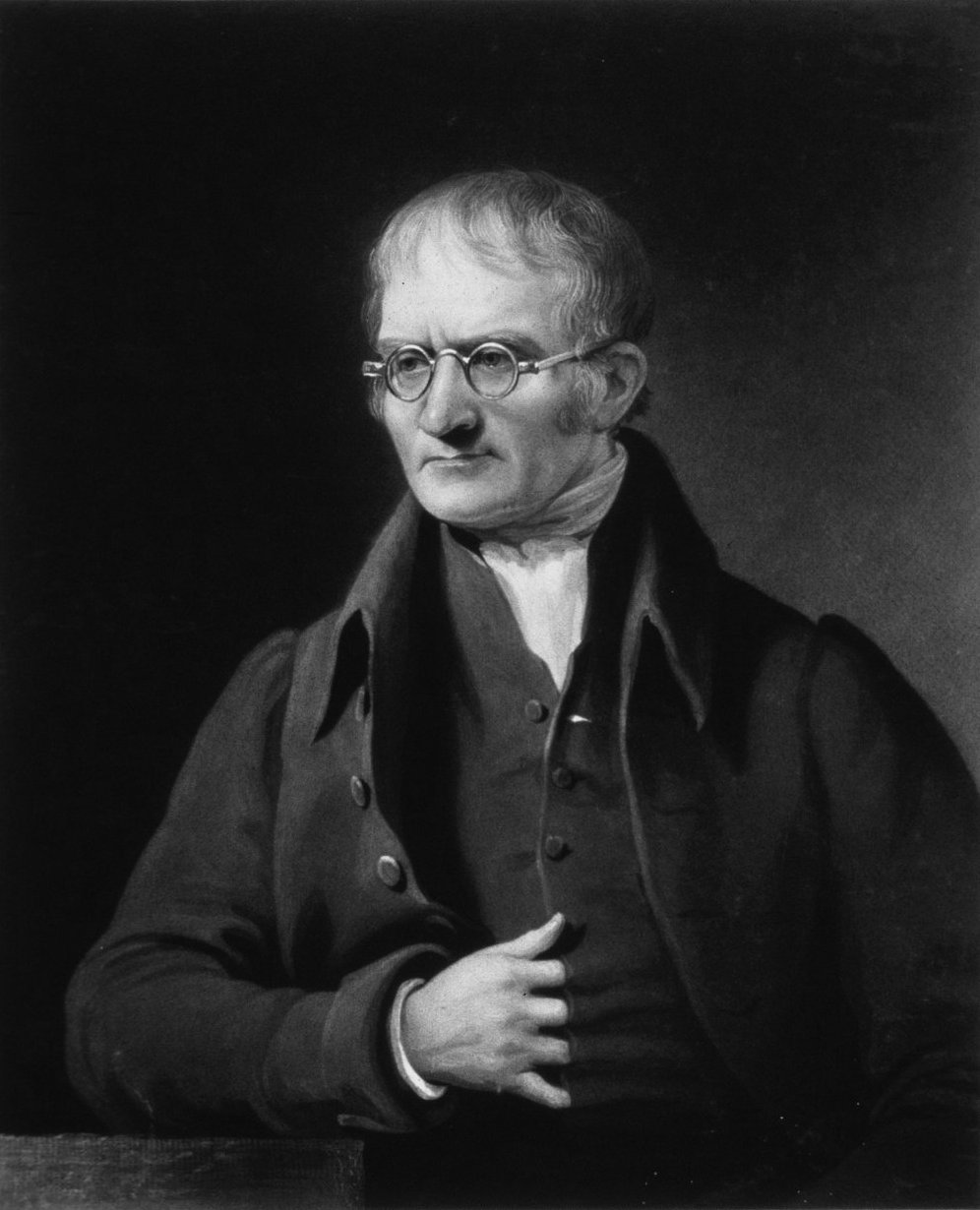
John Dalton, chimist, fizician englez
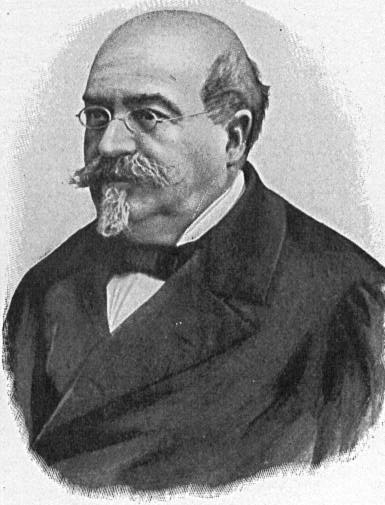
Mihail Kogălniceanu, istoric, scriitor, publicist și om politic român

- 1804: Marie Fredericka de Hesse-Kassel, ducesă de Saxa-Meiningen (d. 1872)
- 1813: Ludovic Steege, politician român (d. 1872)
- 1817: Mihail Kogălniceanu, istoric, scriitor, publicist și om politic român, prim-ministru al României în perioada 1863-1865 (d.1891)
- 1819: Nicolae Filimon, scriitor român (d. 1865)
- 1828: Alexander Mohailovici Butlerov, chimist, fondator al teoriei structurii chimice (d. 1886)
- 1837: Charles Jacques Bouchard, fiziolog, membru de onoare străin al Academiei Române (d. 1915)
- 1854: Jan Monchablon, pictor francez (d. 1904)
- 1863: Constantin Miculescu, fizician român (d. 1937)
- 1892: Edward Victor Appleton, fizician englez, laureat al Premiului Nobel pentru Fizică (d. 1965)
- 1900: Marc Bernard, scriitor francez, câștigător al Premiului Goncourt în 1942 (d. 1983)
- 1900: Julien Green, scriitor american (d. 1998)
- 1917: John Berry, regizor american de film (d. 1999)
- 1923: Petru al II-lea, rege al Iugoslaviei (d. 1970)
- 1939: Susumu Tonegawa, imunolog japonez, laureat al Premiului Nobel pentru Fiziologie sau Medicină (1987)
- 1943: Roger Waters, cântăreț-compozitor englez (Pink Floyd și The Bleeding Heart Band)
- 1955: Costică Macaleți, politician român
- 1955: Emanoil Savin, politician român (d. 2024)
- 1959: Victor Ioan Frunză, regizor de teatru român
- 1966: Emil Boc, politician român, prim-ministru în perioada 2008-2012
- 1967: Macy Gray, cântăreață, actriță și compozitoare americană
- 1972: Idris Elba, actor englez

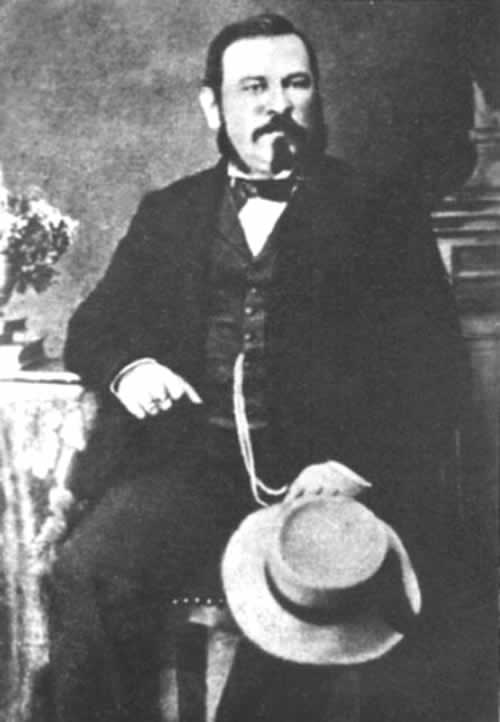
Nicolae Filimon, scriitor român
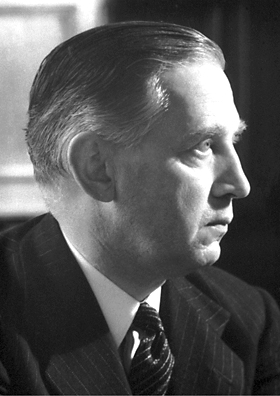
Edward Victor Appleton, fizician englez, laureat Nobel
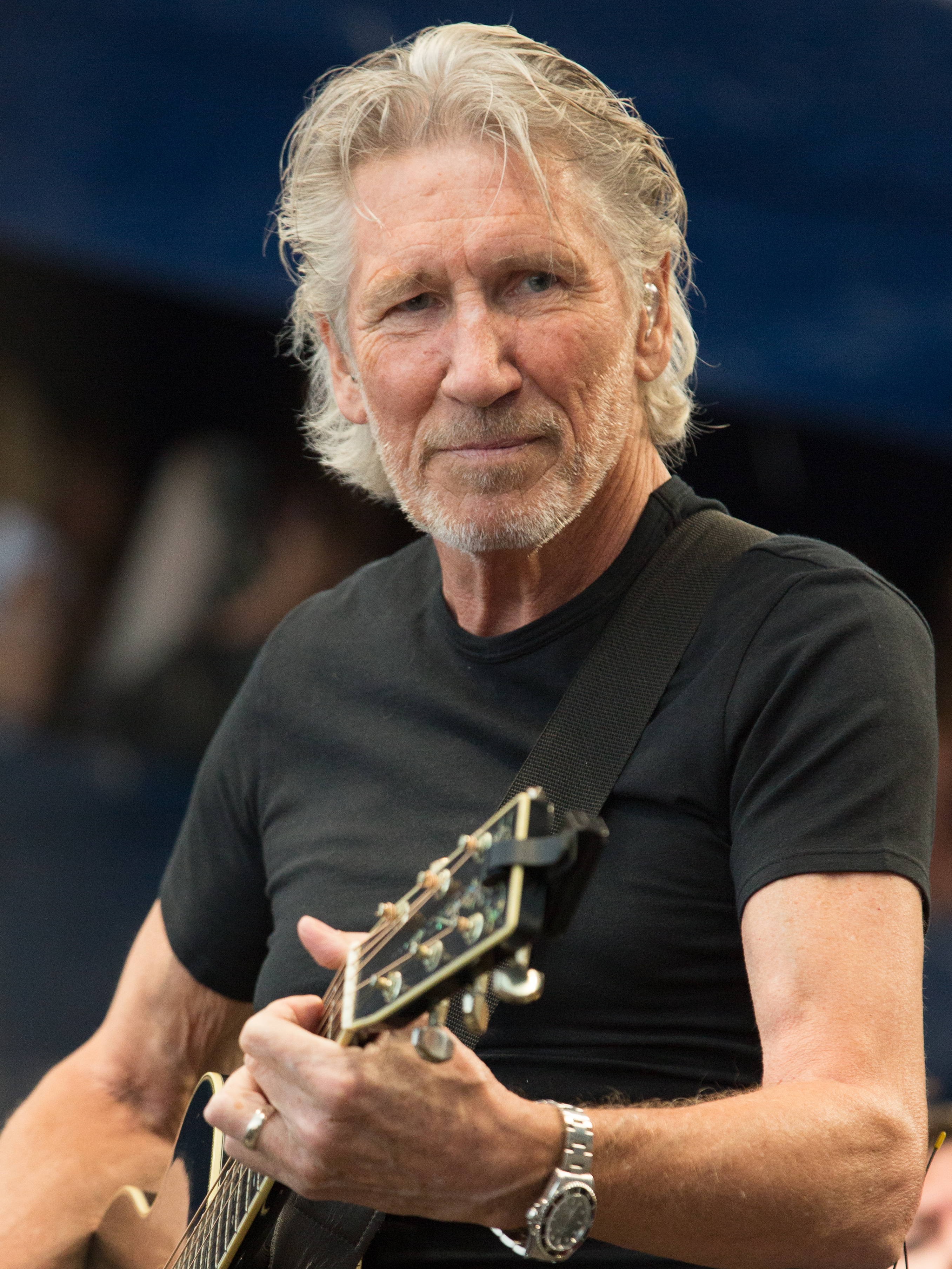
Roger Waters, cântăreț-compozitor englez (Pink Floyd)

- 1972: China Miéville, scriitor englez
- 1973: Carlo Cudicini, fotbalist italian
- 1978: Homare Sawa, fotbalistă japoneză
- 1981: Yuki Abe, fotbalist japonez
- 1983: Biljana Crvenkoska, handbalistă macedoneană
- 1983: Pippa Middleton, personalitate mondenă, autoare și jurnalistă engleză, sora mai mică a ducesei Catherine de Cambridge
- 1986: Hristu Chiacu, fotbalist român
- 1987: Andrea Lekić, handbalistă sârbă
- 1989: Iulia Ganicikina, handbalistă rusă
- 1992: Fábio Braga, fotbalist portughez
- 2002: Leylah Fernandez, tenismenă canadiană
- 2006: Prințul Hisahito, singurul nepot al împăratului Akihito al Japoniei

## Decese
- 0972: Papa Ioan al XIII-lea
- 1566: Soliman I, sultan al Imperiului otoman (n. 1494)
- 1683: Jean Baptiste Colbert, om politic francez (n. 1619)
- 1694: Francesco al II-lea d'Este, Duce de Modena (n. 1660)
- 1860: Georg, Mare Duce de Mecklenburg (n. 1779)
- 1902: Frederick Augustus Abel, chimist britanic (n. 1827)
- 1907: Sully Prudhomme, scriitor francez, laureat al Premiului Nobel pentru Literatură (n. 1839)

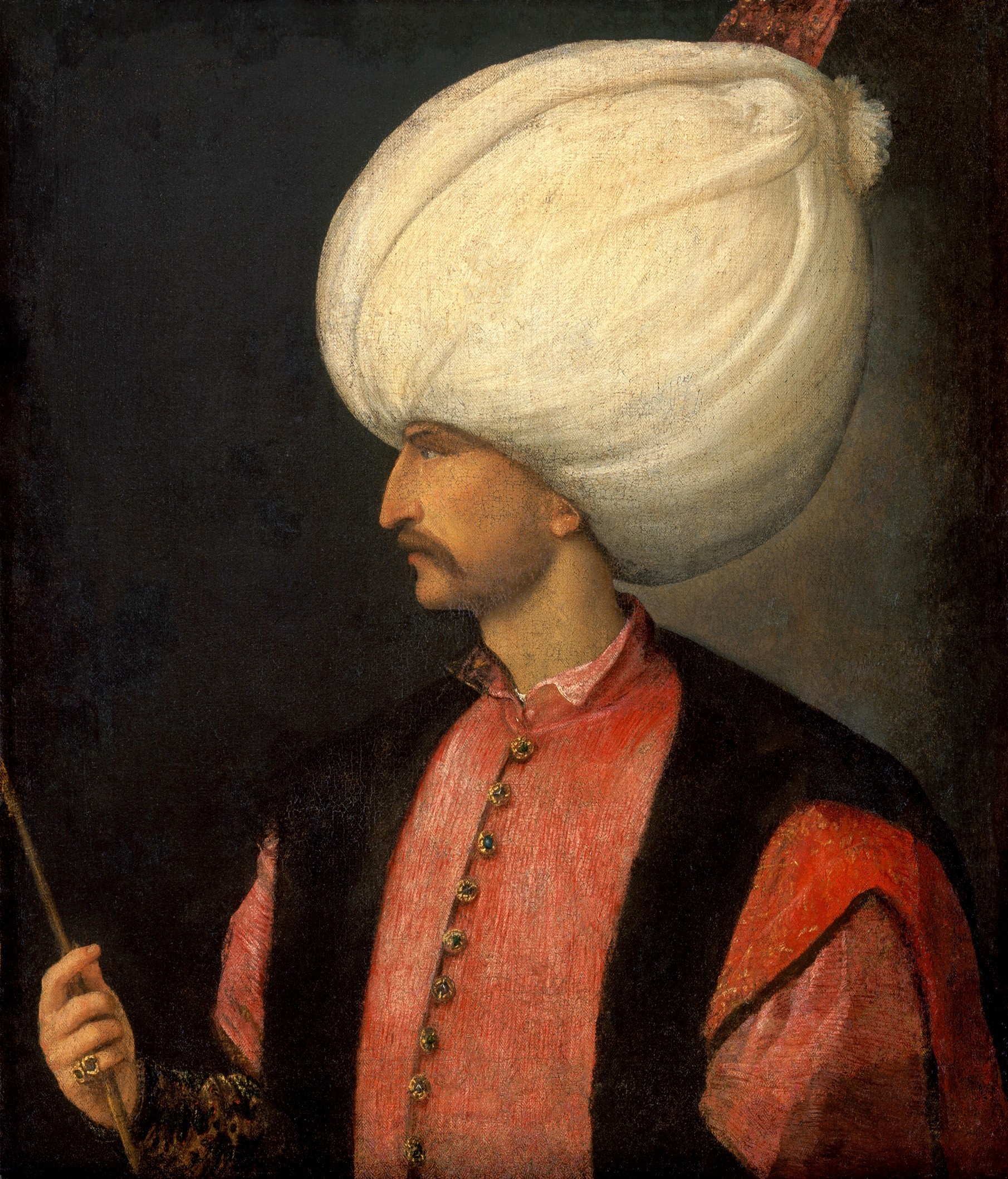
Soliman I, sultan al Imperiului otoman
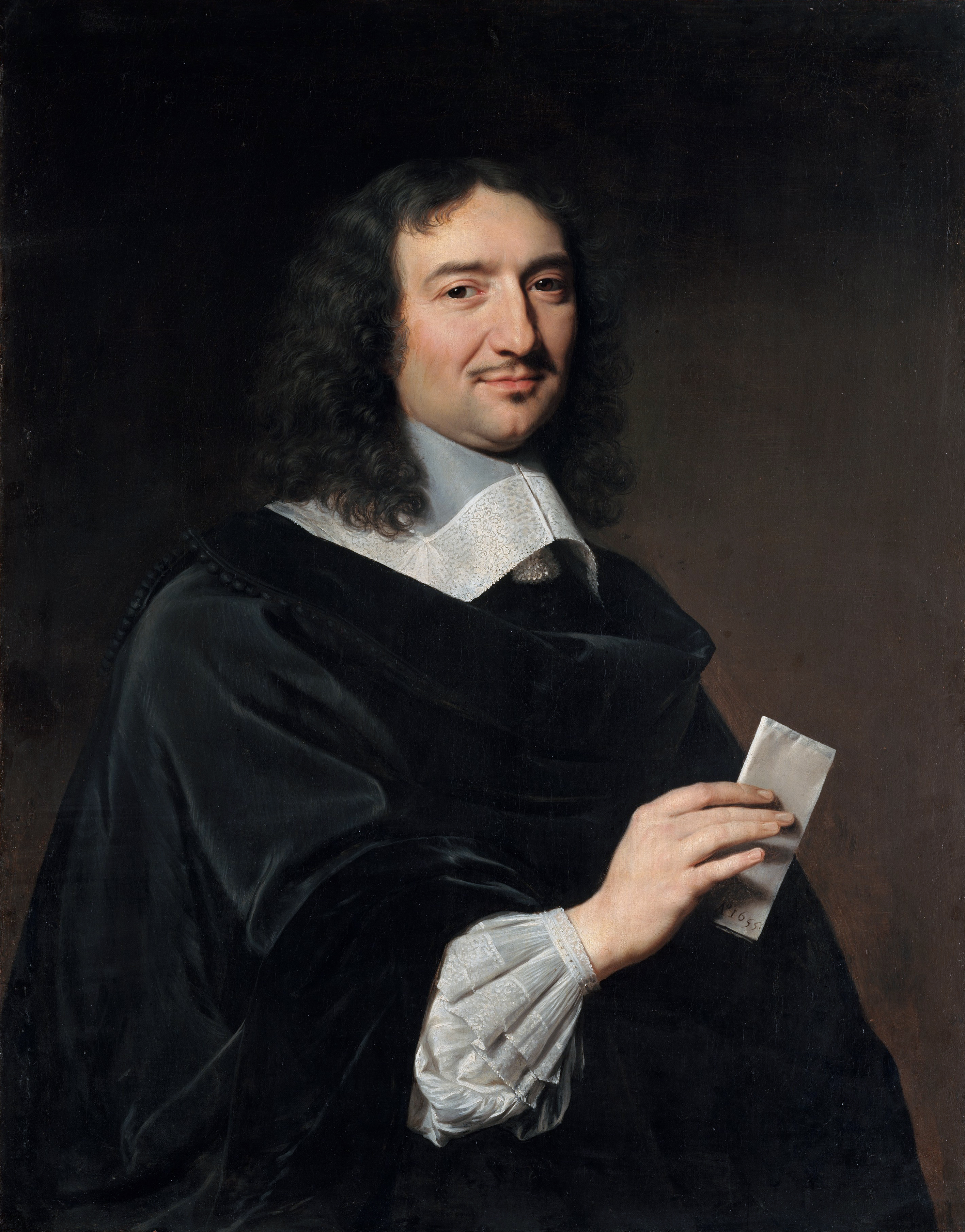
Jean Baptiste Colbert, om politic francez
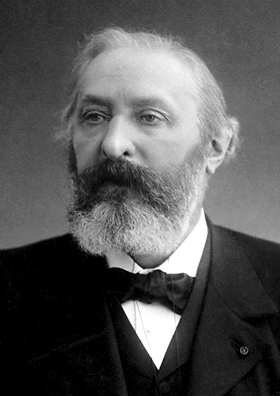
Sully Prudhomme, scriitor francez, laureat Nobel

- 1920: Maria de Mecklenburg-Schwerin, Mare Ducesă a Rusiei (n. 1854)
- 1922: Georgette Agutte, pictoriță franceză (n. 1867)
- 1924: Marie Valerie de Austria, fiica cea mică a împăratului Franz Joseph al Austriei și al împărătesei Sissi (n. 1868)
- 1932: Alexandru Petrovici, Duce de Oldenburg (n. 1844)
- 1938: Alfonso al Spaniei, Prinț de Asturia (n. 1907)
- 1947: Paul Guthnick, astronom german  (n. 1879)
- 1960: György Piller, scrimer maghiar (n. 1899)
- 1962: Ellen Osiier, scrimeră daneză (n. 1890)
- 1969: Prințul Konrad de Bavaria (n. 1883)
- 1972: George Baiculescu, bibliograf și istoric literar (n. 1900)
- 1972: Andre Spitzer, maestru de scrimă și antrenor israelian (n. 1945)
- 1998: Akira Kurosawa, regizor japonez (n. 1910)
- 2004: Grigore Gheba, matematician român (n. 1912)
- 2007: Eva Crane, fizician britanic (n. 1912)
- 2007: Madeleine L'Engle, scriitoare americană (n. 1918)

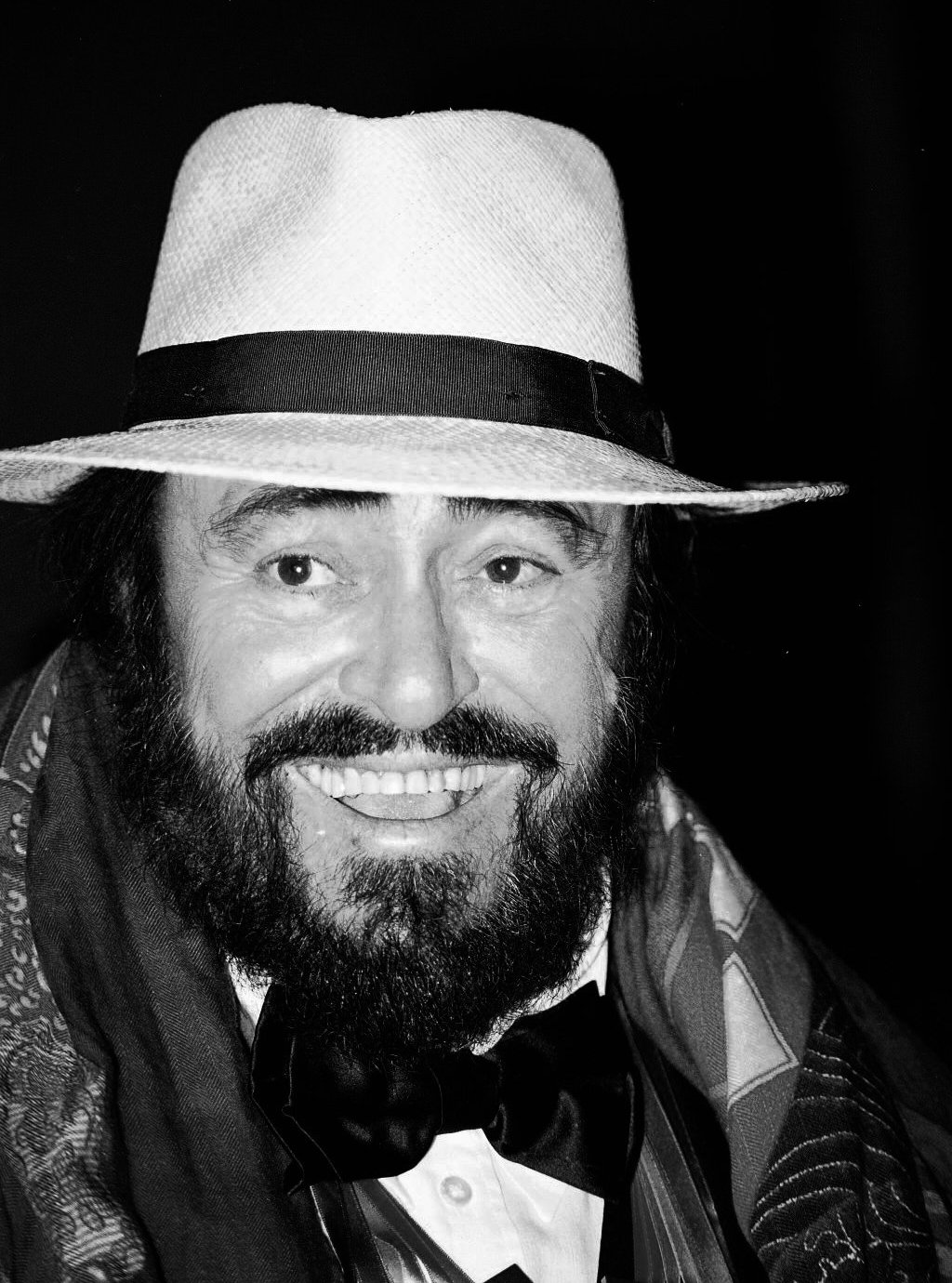
Luciano Pavarotti, tenor italian
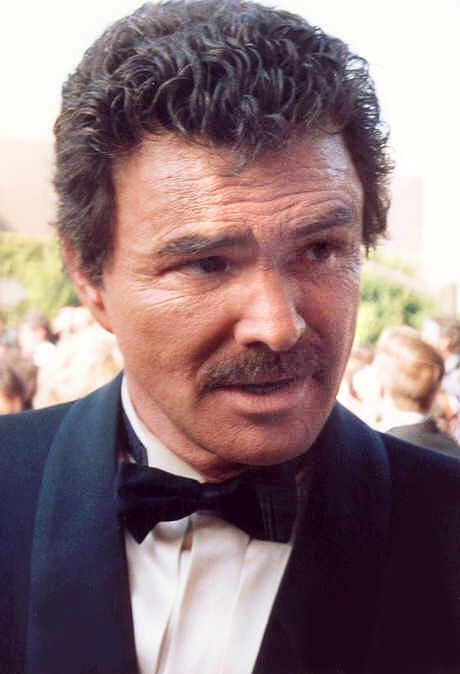
Burt Reynolds, actor american
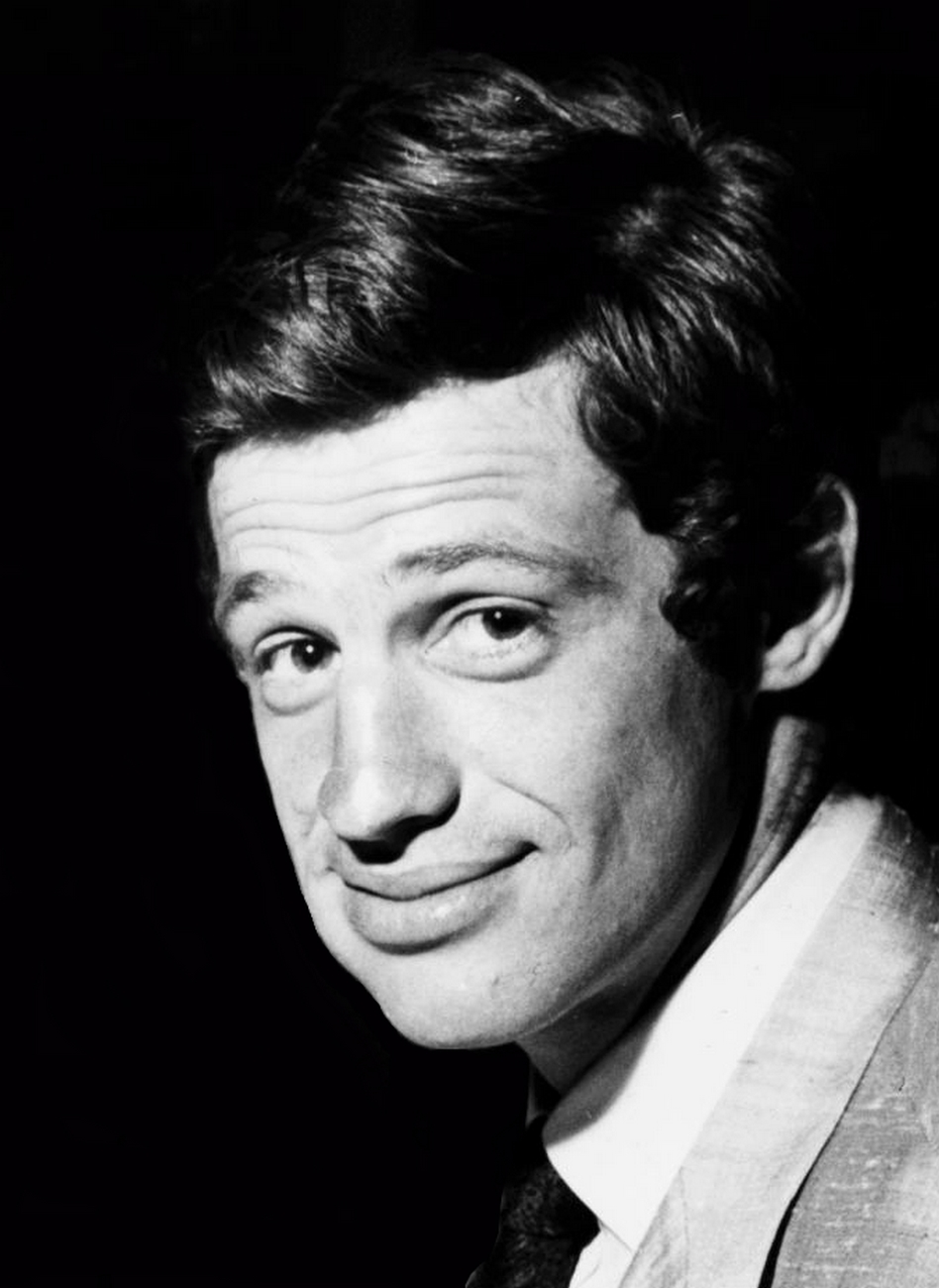
Jean-Paul Belmondo, actor francez

- 2007: Luciano Pavarotti, tenor italian (n. 1935)
- 2011: Arhiducele Felix de Austria (n. 1916)
- 2017: Nicolaas Bloembergen, fizician american de origine olandeză, laureat Nobel (n. 1920)
- 2017: Nicolae Lupescu, fotbalist (fundaș) și antrenor român (n. 1940)
- 2018: Burt Reynolds, actor american (n. 1936)
- 2019: Robert Mugabe, politician zimbabwean, președinte al Republicii Zimbabwe (n. 1924)
- 2020: Bruce Williamson, cântăreț american de muzică R&B și soul (n. 1964)
- 2021: Jean-Paul Belmondo, actor francez (n. 1933)
- 2022: Valeria Seciu, actriță română (n. 1939)
- 2023: Ion Ruscuț, actor român (n. 1955)

## Sărbători
- Swaziland: Ziua Independenței (față de Regatul Unit, 1968)